# Петроварадин
Петроварадин (устаревшее название Петервардейн, серб. Петроварадин, нем. Peterwardein) — поселение городского типа в Сербии, в составе общины Нови-Сад в Южно-Бачском округе, расположено на правом берегу Дуная напротив Нови-Сада, с которым соединено Варадинским мостом. На протяжении нескольких веков через Петроварадин, прозванный дунайским Гибралтаром («Венгерским Гибралтаром»), проходила граница между христианским и исламским мирами. По данным переписи 2022 года население общины составляет 15 621 человек.

## История
В античности на месте Петроварадина стояла римская крепость Cusum (греч. Κούζουμ), переименованная византийскими греками в честь святого Петра в Петрикон (Πέτρικον).
В 1526 году завоёван турками. В 1687 году город перешёл под контроль Габсбургской монархии. Чтобы укрепиться в регионе, здесь была заложена мощная Петроварадинская крепость, на возведение которой ушло 88 лет (с 1692 по 1780 гг). В 1694 году турки пытались отвоевать недостроенный «дунайский Гибралтар». Великий визирь Сюрмели Али-паша султана Ахмеда II осадил Петроварадин, который защищал командующий австрийскими войсками Капрара, но безуспешно. Поражение турок в Петроварадинском сражении 1716 года привело к заключению Пожаревацкого мирного договора 1718 года и к переносу границы дальше на юг.
Основное население Петроварадина составляли немцы, хорваты и венгры, в то время как сербы селились на другом берегу Дуная. Их поселение впоследствии получило имя Нови-Сад.
В 2002—2019 гг. был административным центром одноимённой городской общины.

## Население
| Год  | Население (человек) |
| ---- | ------------------- |
| 1948 | 5 719               |
| 1953 | 6 428               |
| 1961 | 8 408               |
| 1971 | 10 477              |
| 1981 | 10 338              |
| 1991 | 11 285              |
| 2002 | 13 973              |
| 2011 | 14 810              |
| 2022 | 15 621              |

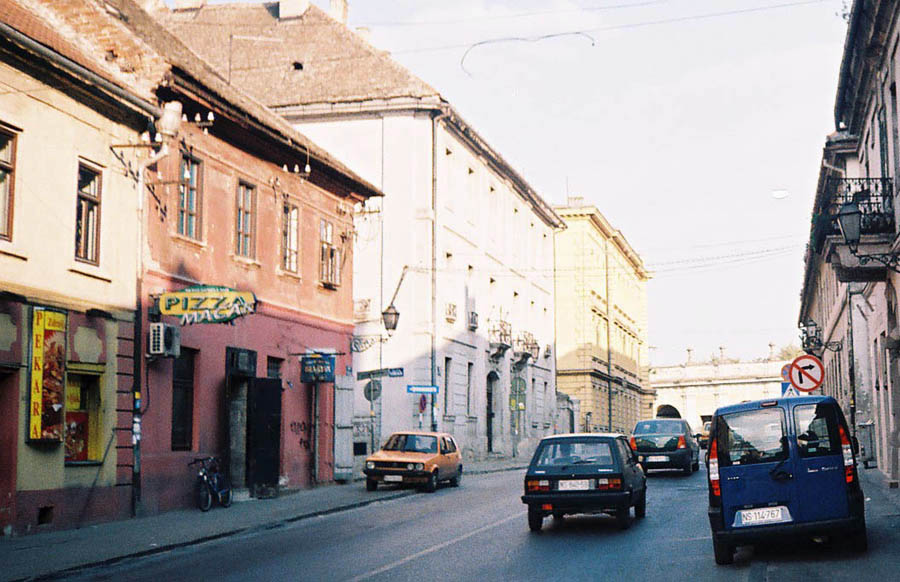
Главная улица
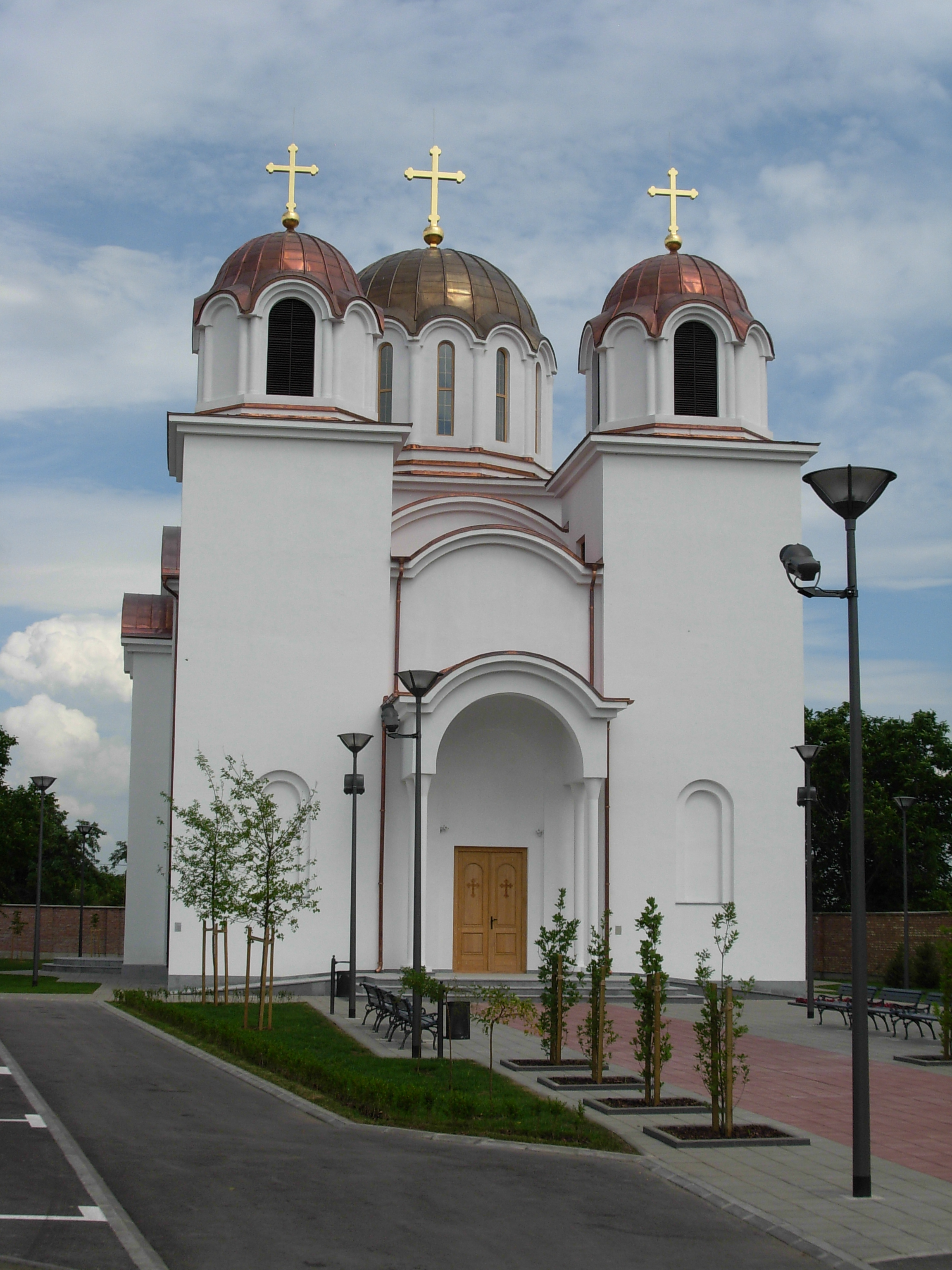
Церковь Святой Параскевы
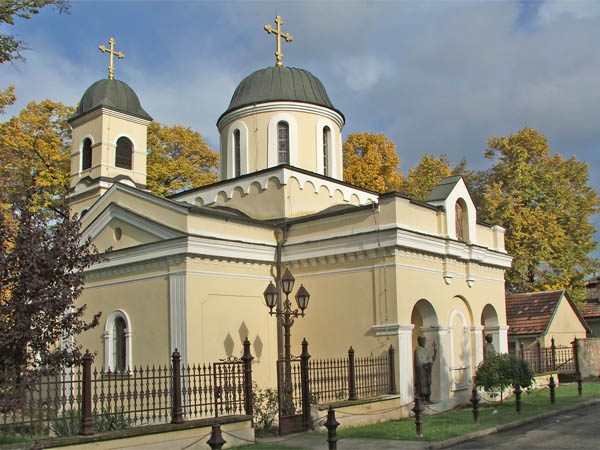
Церковь Святого Павла
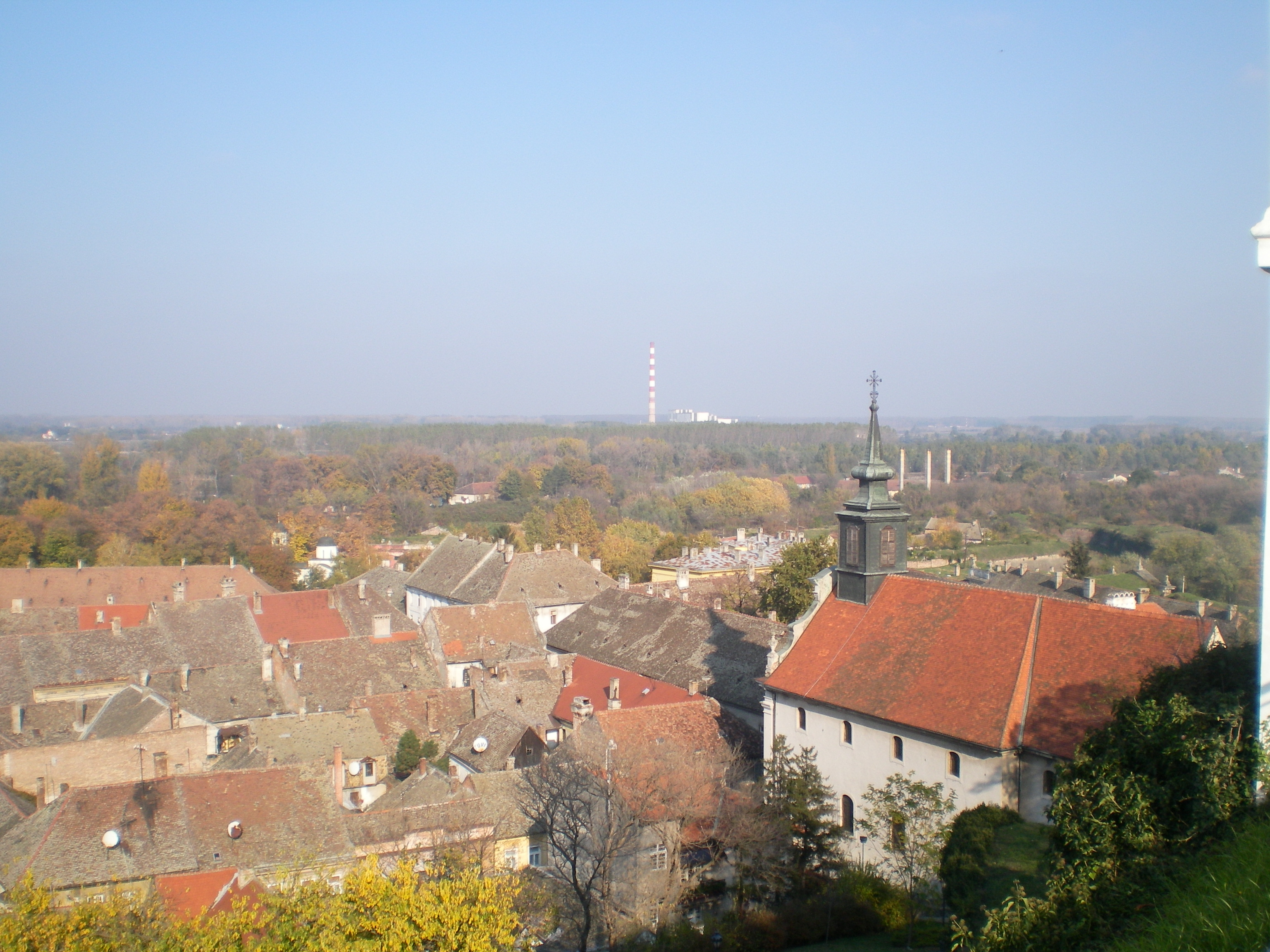
Вид города со стен крепости

## Транспорт
Через город проходит железная дорога Белград — Суботица, связывающая Центральную и Юго-Восточную Европу. В городе находится железнодорожная станция. С северо-востока Петроварадин огибает европейский маршрут E75. Город является и транспортным узлом местного значения, через него также проходят трассы Нови-Сад — Рума и Нови-Сад — Беочин — Илок.